# قبیله رئوبن

نقشه تقسیم ارض مقدس بین اسباط اسرائیل.

قبیله رئوبن (عبری: שֵׁבֶט רְאוּבֵן ) بر اساس کتاب مقدس یکی از قبائل دوازده گانه اسرائیل (اسباط اسرائیل) بود. از زمان تسخیر ارض مقدس توسط یوشع بن نون تا زمان تشکیل اولین پادشاهی اسرائیل در حدود سال ۱۰۵۰ قبل از میلاد قبیله رئوبن یکی از قبائل غیرمتمرکز اسرائیل بود. در این زمان هیچ دولت مرکزی وجود نداشت و در زمان مشکل مردم به گروهی از حاکمان محلی به نام قاضیان رجوع میکردند. با افزایش خطر خارجی از طرف فلسطین، قبائل اسرائیل به این نتیجه رسیدند که یک دولت مرکزی مقتدر بهتر میتواند از آنها محافظت کند. از این رو قبیله رئوبن نیز به شائول (طالوت) به عنوان اولین پادشاه اسرائیل ملحق شد. بعد از مرگ شائول (طالوت) تمامی قبائل اسرائیل به غیر از یهودا به بیت او پایبند ماندند و بعد از مرگ ایش بوشت پسر شائول قبیله رئوبن به بقیه قبائل اسرائیل ملحق شد تا داوود را به پادشاهی قبول کند. بر اساس کتاب کرونیکلز سی مرد جنگجو از قبیله رئوبن در تسخیر شهر داوود به او کمک کردند. ولیکن با به قدرت رسیدن رهبعام نوه داوود در سال ۹۳۰ قبل از میلاد، قبائل شمالی از بیت داوود جدا شدند تا پادشاهی شمالی اسرائیل را تشکیل دهند. رئوبن یکی از قبائل پادشاهی شمالی اسرائیل بود که سرانجام توسط آشوریان در سال ۷۳۲ قبل از میلاد شکست خورد و از سرزمین خود تبعید شد. از این زمان به بعد سرنوشت قبیله رئوبن به عنوان جزئی از ده قبیله گمشده نامشخص است.